# World Taekwondo Grand Prix 2019
L'edizione del World Taekwondo Grand Prix 2019 si è composta di cinque tappe, concludendosi il 7 dicembre dello stesso anno. 

## Calendario
| Tappa    | Data            | Location | Note        |
| -------- | --------------- | -------- | ----------- |
| Series 1 | 7–9 giugno      | Roma     | [ 1 ] [ 2 ] |
| Series 2 | 13–15 settembre | Chiba    | [ 3 ]       |
| Series 3 | 18–20 ottobre   | Sofia    | [ 4 ]       |
| Finale   | 6–7 dicembre    | Mosca    | [ 5 ]       |

## Vincitori

### Uomini

#### 58kg
| Competizioni | Oro              | Argento        | Bronzo                          |
| ------------ | ---------------- | -------------- | ------------------------------- |
| Roma         | Jang Jun         | Jesús Tortosa  | Kim Tae-hun Mikhail Artamonov   |
| Chiba        | Jang Jun         | Armin Hadipour | Vito Dell'Aquila Adrián Vicente |
| Sofia        | Jang Jun         | Kim Tae-hun    | Armin Hadipour Vito Dell'Aquila |
| Mosca        | Vito Dell'Aquila | Jang Jun       | Georgy Popov                    |

#### 68 kg
| Competizioni | Oro                | Argento           | Bronzo                      |
| ------------ | ------------------ | ----------------- | --------------------------- |
| Roma         | Mirhashem Hosseini | Lee Dae-hoon      | Bradly Sinden Zhao Shuai    |
| Chiba        | Mirhashem Hosseini | Christian McNeish | Lee Dae-hoon Edival Pontes  |
| Sofia        | Zhao Shuai         | Lee Dae-hoon      | Soroush Ahmadi Huang Yu-jen |
| Mosca        | Lee Dae-hoon       | Bradly Sinden     | Zhao Shuai                  |

#### 80 kg
| Competizioni | Oro                | Argento          | Bronzo                               |
| ------------ | ------------------ | ---------------- | ------------------------------------ |
| Roma         | Maksim Khramtsov   | Raúl Martínez    | Achraf Mahboubi Cheick Sallah Cissé  |
| Chiba        | Milad Beigi        | Maksim Khramtsov | Toni Kanaet Anton Kotkov             |
| Sofia        | Saleh El-Sharabaty | Seif Eissa       | Ícaro Miguel Soares Moisés Hernández |
| Mosca        | Maksim Khramtsov   | Milad Beigi      | Nikita Rafalovich                    |

#### +80 kg
| Competizioni | Oro             | Argento         | Bronzo                      |
| ------------ | --------------- | --------------- | --------------------------- |
| Roma         | Vladislav Larin | Ruslan Zhaparov | Sajjad Mardani Mahama Cho   |
| Chiba        | In Kyo-don      | Vladislav Larin | Radik Isayev Sajjad Mardani |
| Sofia        | Maicon Andrade  | In Kyo-don      | Ivan Šapina Sun Hongyi      |
| Mosca        | In Kyo-don      | Sajjad Mardani  | Radik Isayev                |

### Donne

#### 49 kg
| Competizioni | Oro                    | Argento       | Bronzo                           |
| ------------ | ---------------------- | ------------- | -------------------------------- |
| Roma         | Elizaveta Ryadninskaya | Sim Jae-young | Miyu Yamada Trương Thị Kim Tuyến |
| Chiba        | Panipak Wongpattanakit | Wu Jingyu     | Tijana Bogdanović Sim Jae-young  |
| Sofia        | Wu Jingyu              | Kim So-hui    | Tijana Bogdanović Wenren Yuntao  |
| Mosca        | Tijana Bogdanović      | Wu Jingyu     | Rukiye Yıldırım                  |

#### 57 kg
| Competizioni | Oro                | Argento            | Bronzo                               |
| ------------ | ------------------ | ------------------ | ------------------------------------ |
| Roma         | Lee Ah-reum        | Hatice Kübra İlgün | Skylar Park Anastasija Zolotic       |
| Chiba        | Hatice Kübra İlgün | Nada Laraaj        | Phannapa Harnsujin Tatiana Kudashova |
| Sofia        | Zhou Lijun         | Lee Ah-reum        | Hatice Kübra İlgün Tatiana Kudashova |
| Mosca        | Luo Zongshi        | Hatice Kübra İlgün | Anastasija Zolotic                   |

#### 67 kg
| Competizioni | Oro              | Argento         | Bronzo                         |
| ------------ | ---------------- | --------------- | ------------------------------ |
| Roma         | Matea Jelić      | Kim Jan-di      | Magda Wiet-Hénin Hedaya Malak  |
| Chiba        | Magda Wiet-Hénin | Matea Jelić     | Guo Yunfei Nigora Tursunkulova |
| Sofia        | Ruth Gbagbi      | Lauren Williams | Julyana Al-Sadeq Nur Tatar     |
| Mosca        | Ruth Gbagbi      | Matea Jelić     | Paige McPherson                |

#### +67 kg
| Competizioni | Oro          | Argento         | Bronzo                                 |
| ------------ | ------------ | --------------- | -------------------------------------- |
| Roma         | Lee Da-bin   | Briseida Acosta | Gabriele Siqueira Aleksandra Kowalczuk |
| Chiba        | Zheng Shuyin | Bianca Walkden  | Svetlana Osipova María Espinoza        |
| Sofia        | Zheng Shuyin | Bianca Walkden  | Milica Mandić Myeong Mi-na             |
| Mosca        | Zheng Shuyin | Milica Mandić   | Gao Pan                                |

## Medagliere
| Posiz. | Nazione         | Oro | Argento | Bronzo | Totale |
| ------ | --------------- | --- | ------- | ------ | ------ |
| 1      | Corea del Sud   | 8   | 9       | 4      | 21     |
| 2      | Cina            | 7   | 2       | 6      | 15     |
| 3      | Russia          | 4   | 2       | 5      | 11     |
| 4      | Iran            | 2   | 2       | 4      | 8      |
| 5      | Costa d'Avorio  | 2   | 0       | 1      | 3      |
| 6      | Turchia         | 1   | 2       | 3      | 6      |
| 7      | Croazia         | 1   | 2       | 2      | 5      |
| 8      | Serbia          | 1   | 1       | 3      | 5      |
| 9      | Azerbaigian     | 1   | 1       | 2      | 4      |
| 10     | Brasile         | 1   | 0       | 3      | 4      |
| 11     | Italia          | 1   | 0       | 2      | 3      |
| 12     | Francia         | 1   | 0       | 1      | 2      |
| 12     | Giordania       | 1   | 0       | 1      | 2      |
| 12     | Thailandia      | 1   | 0       | 1      | 2      |
| 15     | Regno Unito     | 0   | 5       | 2      | 7      |
| 16     | Spagna          | 0   | 2       | 1      | 3      |
| 17     | Egitto          | 0   | 1       | 1      | 2      |
| 17     | Messico         | 0   | 1       | 1      | 2      |
| 17     | Marocco         | 0   | 1       | 1      | 2      |
| 20     | Kazakistan      | 0   | 1       | 0      | 1      |
| 21     | Stati Uniti     | 0   | 0       | 3      | 3      |
| 21     | Uzbekistan      | 0   | 0       | 3      | 3      |
| 23     | Canada          | 0   | 0       | 1      | 1      |
| 23     | Taipei cinese   | 0   | 0       | 1      | 1      |
| 23     | Rep. Dominicana | 0   | 0       | 1      | 1      |
| 23     | Giappone        | 0   | 0       | 1      | 1      |
| 23     | Polonia         | 0   | 0       | 1      | 1      |
| 23     | Vietnam         | 0   | 0       | 1      | 1      |
| Totale | Totale          | 32  | 32      | 56     | 120    |